# أدريان تورنر
أدريان تورنر (بالإنجليزية: Adrian Turner) هو سباح بريطاني، ولد في 21 يناير 1977 في مانشستر في المملكة المتحدة.

## وصلات خارجية
- أدريان تورنر على موقع الاتحاد الدولي للسباحة (الإنجليزية)
- أدريان تورنر على موقع اللجنة الأولمبية الدولية (الإنجليزية)
- أدريان تورنر على موقع أوليمبيديا (الإنجليزية)
- أدريان تورنر على موقع اللجنة الأولمبية البريطانية (الإنجليزية)
- أدريان تورنر على موقع اتحاد ألعاب الكومنولث (مؤرشف) (الإنجليزية)